# بريخان خانم (1506–1540)
بريخان خانم (بالفارسية: پریخان خانم؛ 1506–1540) كانت ابنة الشاه إسماعيل الأول ملك إيران (حكم 1501–1524).
ولِدت لتاجلو خانم وكانت أخت ماهينبانو سلطان. شاركت، إلى جانب أمها وأختها، في السياسة بشكل فعال في عهد والدها.